# Tension (álbum)
Tension es el decimosexto álbum de estudio de la cantante australiana Kylie Minogue, publicado el 22 de septiembre de 2023 por las compañías discográficas Darenote y BMG Rights Management.
El 12 de mayo de 2023, anunció oficialmente en sus redes sociales el álbum de estudio. Ella misma describió el álbum como "una mezcla de reflexión personal, abandono del club y subidón melancólico". Tension recibió elogios de la mayoría de los críticos musicales, quienes elogiaron la mezcla de sonidos del álbum, así como su pegadiza y calidad de producción. Algunas publicaciones lo consideraron uno de los mejores trabajos de Minogue. El álbum alcanzó el puesto número uno en Australia, Bélgica, el Reino Unido y las listas digitales en Irlanda y Estados Unidos. Por otra parte, alcanzó el top ten en varios países, incluidos Francia, Finlandia, Alemania, Países Bajos, Nueva Zelanda, España y Suiza.
El 2 de noviembre de 2023, Minogue anunció Extension (The Extended Mixes), un álbum de remezclas con mezclas extendidas de las 11 pistas de la edición estándar, que se publicó el 8 de diciembre de 2023.

## Antecedentes
El decimoquinto álbum de estudio de Minogue, Disco, lanzado en noviembre de 2020, vio a la cantante regresar a un sonido orientado a la música disco después de experimentar con el country-pop en Golden de 2018. En una entrevista de BBC Radio 2 de 2021, Minogue confirmó que estaba trabajando en un nuevo álbum y dijo: "Quizás sea un poco más electropop. No me cites eso [...] pero eso es lo que está en ebullición en el momento". También mencionó en otra entrevista, para Vogue que el futuro proyecto guardaba relación y seguía el estilo del sencillo suyo de 2003, "Slow", además mencionó que las sesiones de grabación habían comenzado. En noviembre de 2022, Minogue le dijo al Evening Standard que las sesiones del álbum habían tenido lugar en Melbourne, Brighton, Londres, Surrey, Copenhague y París.

## Grabación
| Empecé este álbum con la mente abierta y una página en blanco. A diferencia de mis dos últimos álbumes, no había un “tema”, se trataba de encontrar el corazón, la diversión o la fantasía de ese momento y tratar siempre de estar al servicio de la canción. Quería celebrar la individualidad de cada canción y sumergirme en esa libertad. Yo diría que es una mezcla de reflexión personal, abandono del club y subidón melancólico. —Minogue, para BMG Magazine, acerca de la grabación de Tension. |

Las primeras sesiones comenzaron con sus colaboradores de siempre Richard "Biff" Stannard, Duck Blackwell y Jon Green, junto con A&R de Minogue, Jamie Nelson. Inicialmente tuvieron ideas de abrazar la música y la cultura de los años 1980 para el álbum, pero finalmente lo descartaron y decidieron no centrarse en un tema. Minogue recordó la decisión diciendo: "Al principio estábamos pensando en los 80, pero no resultó de esa manera (...) acordamos que no había ningún tema en concreto, y que sería refrescante no tener un tema final". Alejándose así de sus recientes trabajos Golden y Disco".
La grabación del álbum comenzó en julio de 2022. Como Stannard no le gusta volar, los cinco colaboradores decidieron viajar a Surrey en agosto de 2022 y alquilar un Airbnb para trabajar en el material de forma remota. Una sesión de una semana en Surrey dio como resultado diez canciones terminadas. Aun así, Minogue viajó a otras ciudades, incluidas Copenhague, Brighton, Croacia y París, para continuar grabando el álbum.
Mientras Minogue estaba en Miami, Nelson le envió una demo de la canción "Padam Padam", escrita por Ina Wroldsen y su productor Peter Rycroft. A Minogue le encantó instantáneamente y la grabó en un hotel de Londres; fue una de las últimas incorporaciones al disco terminado. Nelsen le envió a Minogue una demo de la canción "Hands", que incluía rapeo. Nelson animó a Minogue a contribuir con la voz y el rap, lo que luego describió como "refrescante". La canción "10 Out of 10" se grabó en diferentes lugares ya que no había conocido anteriormente al colaborador de la pista, el DJ honlandés Oliver Heldens. Al seleccionar las pistas finales de Tension, Minogue dijo: "Si la canción puede sostenerse por sí sola y combina bien con las otras canciones, ese es el álbum".

## Promoción y lanzamiento
Tension se publicó el 22 de septiembre de 2023. Es su decimosexto trabajo musical, así como el tercero con BMG Rights Management y el tercero directamente a través de su compañía, Darenote, inmediatamente después de sus lanzamientos anteriores Golden (2018) y Disco (2020). El álbum estándar incluye 11 pistas con una duración total de más de 35 minutos, mientras que la edición de lujo dura más de 45 minutos con tres canciones adicionales: "Love Train", "Just Imagine" y "Somebody to Love". Fue publicado en numerosos formatos físicos a través de su tienda web y varios puntos de venta. Los primeros lanzamientos de paquetes incluyeron un autógrafo firmado de Minogue, así como variantes de diferentes copias. La edición estándar incluye un estuche con tarjetas y un libro encuadernado en estuche, mientras que la edición de lujo se lanzó como dos variantes de este último. La edición estándar con empaque tipo tarjeta incluye ilustraciones alternativas en una variedad de colores.
También se lanzaron ocho variantes de vinilo: un vinilo negro estándar, un vinilo plateado con empaque plegable y cuatro vinilos con estuche de diferentes colores: naranja transparente, rosa transparente, verde transparente y vinilo transparente inspirado en una botella de coca cola. Además, Se puso a la venta un vinilo transparente de edición limitada en una tienda temporal de Londres, con una portada holográfica. También se lanzaron cinco cintas de casete: una cinta naranja, una cinta verde, una cinta azul, una cinta rosa y un casete doble con contenido de la edición de lujo. Los casetes también se pueden comprar por separado o como parte de un paquete exclusivo del sitio web de Minogue. Tension también se distribuyó en plataformas digitales y servicios de streaming, tanto en edición estándar como de lujo.

### Sencillos
Se han lanzado tres sencillos del álbum: "10 Out of 10", "Padam Padam" y "Tension". Antes del anuncio del álbum, Minogue colaboró con el DJ y productor holandés Oliver Heldens para lanzar "10 out of 10" como sencillo promocional. El 3 de abril de 2023, la canción fue lanzada por el sello RCA Records de Heldens y finalmente se colocó como la décima pista del álbum de Minogue. Días después, un vídeo con letra debutó en el canal de YouTube de Heldens.
El 18 de mayo de 2023, publicó "Padam Padam" como sencillo principal del álbum, el primer lanzamiento en solitario de Minogue desde "Real Groove" en 2021. "Padam Padam" recibió elogios de la crítica por su atractivo y estándares de producción, a menudo señalado por los críticos como un candidato a canción del verano. La canción fue un gran avance comercial para Minogue, alcanzando el top diez en países como Israel, Croacia, Hungría, Irlanda, Sudáfrica, Bulgaria o Letonia. También fue certificado de oro en Australia y de plata en el Reino Unido. Además, se ha convertido en un fenómeno viral en varias plataformas de redes sociales desde su lanzamiento, y su aparición constante durante el mes del orgullo en todo el mundo la ha llevado a ser reconocida como un himno gay.
"Tension", la canción que da título al álbum, fue lanzada como segundo sencillo. Fue lanzado el 31 de agosto de 2023 en una variedad de formatos, incluidas variantes de CD, transmisión digital y en casete. La pista recibió comentarios positivos por su sonido orientado al baile, y los críticos elogiaron la experimentación sonora de Minogue. "Hold On to Now" fue lanzado como tercer sencillo principal del álbum, cuyo lanzamiento está previsto para el 10 de noviembre de 2023 en formatos digital y físico. Antes del lanzamiento del sencillo, la canción debutó en el puesto 81 en la UK Singles Chart y en el número 21 en la New Zealand Hot Singles Chart.

### Residency show
El 26 de julio de 2023, Minogue anunció que se embarcaría en su primera residencia de conciertos en Las Vegas, Nevada, titulada More Than Just a Residency. La residencia se llevará a cabo en el hotel The Venetian Las Vegas, del 3 de noviembre de 2023 al 4 de mayo de 2024. Las entradas salieron a la venta comercial a principios o mediados de agosto de 2023 y se encontraron con una demanda abrumadora; agotándolas en cuestión de una hora. En un comunicado de prensa, Minogue declaró que la residencia había estado en proceso de creación durante tres años, prometiendo nuevos arreglos de su catálogo musical, así como los nuevos temas de Tension:

## Recepción crítica
Previo a su lanzamiento, Tension, fue recibido con elogios mixtos de los críticos musicales. John Earls de Classic Pop le dio al álbum cinco estrellas y escribió que Minogue "todavía puede hacer latir el corazón de todos, gracias a un álbum que está a años luz de la competencia (y también el mejor desde Light Years)". Earls agregó además que Tension se basa en la confianza y es una "lección objetiva de pop verdaderamente memorable". Alexa Camp de Slant Magazine le dio al álbum tres estrellas y media. Aunque Camp elogió los diversos sonidos del álbum y destacó temas como "Hands", "Green Light" y la canción principal, sintió que Minogue iba a lo seguro con el disco, refiriéndose a él como "otro álbum de Kylie Minogue".
En Metacritic, que asigna un promedio ponderado basado en calificaciones de publicaciones, el álbum obtuvo una puntuación de 86 sobre 100 según 12 reseñas, lo que indica "aclamación universal".  En AnyDecentMusic?, que asigna un promedio ponderado basado en calificaciones de publicaciones, el álbum obtuvo una puntuación de 7,9 sobre 10, según 14 reseñas. Harry Tafoya de Pitchfork Media lo describió como su "álbum más relajado" y su mejor disco en los últimos años. Emma Harrison de Metro le otorgó cinco estrellas, anunciándolo como uno de los "mejores álbumes de Minogue hasta ahora".
Varios críticos elogiaron la energía general del álbum y la contribución de Minogue. Neil Z. Yeung de AllMusic describió la energía del disco como "hecha a medida para vivir el momento y abrazar la liberación catártica", y escribió que "Tension es una clase magistral de magia pop y felicidad escapista. Lanzar un álbum tan impresionante y elaborado por expertos en su quinta década en el negocio es una absoluta maravilla para la vista", lo calificó como "puramente alegre y seductor". Hannah Mylrea de Rolling Stone lo calificó como "brillantemente divertido", mientras que Nick Levine de NME señaló que aunque "Tension" no era el trabajo "más cohesivo o revelador" de Minogue, creía que cada tema estaba "impulsado por su propia lógica interna". La revista Retropop otorgó al álbum cuatro estrellas, con elogios particulares por su diversidad sonora y presentó algunos de sus mejores trabajos vocales.
Algunos críticos conectaron Tension comparándolo con una serie de álbumes y discos que utilizan sonidos de la música disco y la música electrónica desde la década de 2020, desde artistas como Lady Gaga, Jessie Ware, Dua Lipa o Beyoncé. Lucy Harbon de Clash Magazine encontró que Tension suena similar a Renaissance de Beyoncé, escribiendo que "ambos artistas se conectan con la historia de la escena de discotecas, bailes de salón y drag, especialmente cuando llegas a la segunda mitad del álbum" y que si bien "Beyoncé conecta a su historia dentro de la comunidad negra, tomando prestadas voces externas y priorizando el disco como una obra de principio a fin a través de una pieza conceptual", "Minogue se siente como un renacimiento para los blancos, con la categoría de RuPaul's Drag Race encontrando a G.A.Y Lates".

## Lista de canciones
Créditos adaptados de Apple Music.
| Tension - Edición estándar |                                           |                                                                     |                             |          |  |
| N.º                        | Título                                    | Escritor(es)                                                        | Productor(es)               | Duración |  |
| 1.                         | «Padam Padam»                             | Ina Wroldsen y Peter Rycroft                                        | Peter Rycroft               | 02:46    |  |
| 2.                         | «Hold On To Now»                          | Kylie Minogue, Blackwell, Green y Stannard                          | Blackwell, Green y Stannard | 03:57    |  |
| 3.                         | «Things We Do For Love»                   | Minogue, Blackwell, Green, Jones, KAMILLE y Stannard                | Blackwell, Green y Stannard | 03:09    |  |
| 4.                         | «Tension»                                 | Minogue, Blackwell, Green, Jones, KAMILLE y Stannard                | Blackwell y Stannard        | 03:36    |  |
| 5.                         | «One More Time»                           | Minogue, Blackwell, Green y Stannard                                | Blackwell y Stannard        | 03:02    |  |
| 6.                         | «You Still Get Me High»                   | Blackwell, Green y Stannard                                         | Blackwell, Green y Stannard | 03:38    |  |
| 7.                         | «Hands»                                   | Ryan Ashley, Mich Hansen, Kasper Larsen y Daniel Davidsen           | Daniel Davidsen             | 02:45    |  |
| 8.                         | «Green Light»                             |                                                                     |                             | 03:19    |  |
| 9.                         | «Vegas High»                              |                                                                     |                             | 03:33    |  |
| 10.                        | «10 Out Of 10» (featuring Oliver Heldens) | Minogue, Heldens, Jackson, Foote, Sarah Hudson, JHart y Liana Banks | Heldens y Foote             | 02:50    |  |
| 11.                        | «Story»                                   | Minogue, Blackwell, O'Connell y Stannard                            | Blackwell y Stannard        | 03:16    |  |
| 35:51                      |                                           |                                                                     |                             |          |  |

| Tension - Edición deluxe |                    |                                      |                      |          |  |
| N.º                      | Título             | Escritor(es)                         | Productor(es)        | Duración |  |
| 12.                      | «Love Train»       | Minogue, Sky Adams y Maegan Cottone  | Adams                | 2:55     |  |
| 13.                      | «Just Imagine»     | Carl Ryden y Karen Poole             | Ryden                | 2:36     |  |
| 14.                      | «Somebody to Love» | Minogue, Stannard, Blackwell y Green | Stannard y Blackwell | 3:52     |  |
| 45:14                    |                    |                                      |                      |          |  |

## Personal
Músicos
| - Kylie Minogue – composición, voz (todas las canciones), coros (8, 10) - Peter Rycroft – teclados, ingeniería (1) - Ina Wroldsen – voz (1) - Duck Blackwell – bajo, batería, guitarra, teclados (2–6, 9, 11, 14); coros (5) - Biff Stannard – percusión (2–6, 9, 11, 14), teclados (2–6, 9, 11, 14), coros (2, 3, 5) - Jon Green – guitarra (2–6), coros (2, 3, 5, 6), teclados (2, 5, 6) - Coro Góspel House – coro (2) - Natalie Maddix – directora del coro, arreglos vocales (2) - Liza Marie Jennings – arreglos vocales (2) - Jonny Bird – guitarra (3) - Ms Marinade – voz (7) - Elizabeth Loughrey – coros (7) - Ryan Ashley – coros (7) - Daniel Davidsen – bajo (7, 8); batería, guitarra, teclados, ingeniería (7) - Kasper Larsen – bajo, batería, guitarra, teclados, ingeniería (7) - Mich Hansen – percusión (7) - Peter Wallevik – coros, teclados (8) - Ruby Spiro – coros (8) - Thomas Edinger – saxofón (8) - James Abrahart – coros (10) - Martin Bijelic – bajo, campanas, palmas, batería, teclados, sintetizadores (10) - Oliver Heldens – bajo, campanas, palmas, bajo, teclados, percusión, sintetizadores, (10) - Maegan Cottone – coros (12) - Karen Poole – coros (13) - Carl Ryden – batería, teclados (13) | Técnicos - Dick Beetham – masterización (1–9, 11–13) - Guy Massey – mezcla (1–9, 11–13) - Dale Becker – masterización (10) - Oliver Heldens – mastering, mezcla (10) - Serge Courtois – asistente de ingeniería de mezcla (10) - Peter Rycroft – ingeniería (1) - Duck Blackwell – ingeniería (2–6, 9, 11, 14) - Biff Stannard – ingeniería (3–6) - Jonny Bird – ingeniería (3) - Jon Green – ingeniería (4–6) - Daniel Davidsen – ingeniería (7) - Kasper Larsen – ingeniería (7) - PhD – ingeniería (8) - Sky Adams – ingeniería (12) - Carl Ryden – ingeniería (13) - Kylie Minogue – producción vocal (1, 7, 8, 13), asistente de ingeniería vocal (2–4, 6, 11, 14) Visuales - Studio Moross – diseño - Haris Nukem – fotografía |

## Posicionamientos en listas
| Listas (2023)                            | Mejor posición |
| ---------------------------------------- | -------------- |
| Alemania (Offizielle Top 100)            | 5              |
| Australia (ARIA)                         | 1              |
| Austria (Ö3 Austria)                     | 9              |
| Bélgica (Ultratop flamenca)              | 2              |
| Bélgica (Ultratop valona)                | 1              |
| Canadá (Billboard Canadian Albums)       | 23             |
| Dinamarca (Hitlisten)                    | 31             |
| Escocia (Scottish Albums Chart)          | 1              |
| España (PROMUSICAE)                      | 2              |
| Estados Unidos (Billboard 200)           | 9              |
| Estados Unidos (Independent Albums)      | 1              |
| Estados Unidos (Dance/Electronic Albums) | 1              |
| Estados Unidos (Billboard / Vinilo)      | 2              |
| Finlandia (Suomen Virallinen Lista)      | 2              |
| Francia (SNEP)                           | 2              |
| Hungría (MAHASZ)                         | 2              |
| Irlanda (OCC)                            | 2              |
| Irlanda (IRMA)                           | 1              |
| Italia (FIMI)                            | 13             |
| Japón Digital (Billboard Oricon)         | 1              |
| Japón Hot (Billboard Japan)              | 1              |
| Nueva Zelanda (Recorded Music NZ)        | 5              |
| Países Bajos (Album Top 100)             | 3              |
| Portugal (AFP)                           | 4              |
| Reino Unido (UK Albums Chart)            | 1              |
| Reino Unido (UK Independent Albums)      | 1              |
| República Checa (ČNS IFPI)               | 100            |
| Suecia (Sverigetopplistan)               | 19             |
| Suiza (Schweizer Hitparade)              | 2              |

| Lista (2023)                             | Mejor posición |
| ---------------------------------------- | -------------- |
| Australia (ARIA)                         | 28             |
| Bélgica (Ultratop flamenca)              | 146            |
| Bélgica (Ultratop valona)                | 82             |
| Escocia (Scottish Albums Chart)          | 25             |
| Reino Unido (UK Independent Albums)      | 3              |
| Estados Unidos (Dance/Electronic Albums) | 16             |
| Reino Unido (UK Albums Chart)            | 75             |
| Francia (SNEP)                           | 157            |

### Anuales
| Año (2023)                   | Posición |
| ---------------------------- | -------- |
| Australia (ARIA)             | 6        |
| Australia Vinyl Chart (ARIA) | 10       |
| UK Cassette Albums (OCC)     | 3        |
| UK CD Albums (OCC)           | 12       |
| UK Vinyl Albums (OCC)        | 11       |

## Certificaciones
| País        | Organismo certificador | Certificación | Ventas certificadas | Ref    |
| ----------- | ---------------------- | ------------- | ------------------- | ------ |
| Reino Unido | BPI                    | Plata         | 60 000              | [ 96 ] |

## Historial de lanzamiento
| País   | Fecha                    | Formato                              | Discográfica  | Edición(es)      | Ref.   |
| ------ | ------------------------ | ------------------------------------ | ------------- | ---------------- | ------ |
| Varios | 22 de septiembre de 2023 | LP, CD, descarga digital y streaming | BMG, Darenote | Edición Estándar | [ 97 ] |
| Varios | 22 de septiembre de 2023 | CD y streaming                       | BMG, Darenote | Deluxe           | [ 97 ] |